# Alessandra Korompay
Alessandra Korompay (Roma, 5 giugno 1962) è una doppiatrice e attrice italiana di origini ungheresi.

## Biografia
È maggiormente nota per aver doppiato Skyler White nella serie Breaking Bad, Idina Menzel in Chiedi alla polvere e Tori Spelling nel ruolo di Donna Marie Martin in Beverly Hills 90210, ma anche per aver prestato la voce a personaggi di opere d'animazione, come Fujiko Mine nelle serie e film dedicati a Lupin III e Fanfan di Hello! Spank,
Tra le attrici da lei maggiormente doppiate figurano Miranda Richardson, Juliette Binoche, Laura Linney, Laura Dern e Elizabeth Mitchell.
In televisione, inoltre, è la narratrice della seconda edizione del programma Il più grande pasticcere su Rai 2 e della terza stagione di Passato e presente su Rai 3.

## Filmografia
- La scalata, regia di Vittorio Sindoni – miniserie TV (1993)
- Carabinieri – serie TV, episodio 3x01 (2004)
- Distretto di Polizia – serie TV, episodio 7x21 (2007)
- R.I.S. Roma - Delitti imperfetti – serie TV, episodio 1x17 (2010)
- Ho sposato uno sbirro – serie TV, episodio 2x15 (2010)
- Provaci ancora prof! – serie TV, episodio 7x04 (2017)

## Doppiaggio

### Film
- Juliette Binoche in Tre colori - Film blu, I figli del secolo, Jet Lag, Niente da nascondere, Parole d'amore, Mary, Copia conforme, The Son of No One, Sils Maria, Ma Loute, L'amore secondo Isabelle, High Life, Il gioco delle coppie, Il mio profilo migliore, Le verità, Il gusto delle cose, Itaca - Il ritorno
- Laura Linney in Quella sera dorata, Mr. Holmes - Il mistero del caso irrisolto, Tartarughe Ninja - Fuori dall'ombra, Sully, The Dinner, The Miracle Club
- Miranda Richardson in Harry Potter e il calice di fuoco, Fred Claus - Un fratello sotto l'albero, The Young Victoria, Stronger - Io sono più forte
- Joely Richardson in Tentazioni (ir)resistibili, Contagious - Epidemia mortale, Fallen, Il colore venuto dallo spazio
- Marcia Gay Harden in Mona Lisa Smile, Il club delle prime mogli, Rails & Ties - Rotaie e legami, Whip It
- Kyra Sedgwick in Gamer, The Possession, Giovani ribelli - Kill Your Darlings, 17 anni (e come uscirne vivi)
- Cheryl Hines in Vita da camper, Herbie - Il super Maggiolino, Cake - Ti amo, ti mollo... ti sposo, Una vita da gatto
- Rebecca De Mornay in La mano sulla culla, Oltre il ricatto, 1303 - La paura ha inizio, Io sono vendetta - I Am Wrath
- Laura Dern in Wild, Storia di un matrimonio, The Son
- Elizabeth Mitchell in Hollywood Palms, Che fine ha fatto Santa Clause?, Santa Clause è nei guai, Nuovo Santa Clause cercasi
- Jennifer Ehle in Wilde, Il discorso del re, La diseducazione di Cameron Post
- Helen Hunt in Soul Surfer, The Sessions - Gli incontri, Dolci scelte
- Tori Spelling in Scary Movie 2, La casa del sì
- Michelle Yeoh ne L'accademia del bene e del male, Wicked
- Isabelle Huppert in Mon Crime - La colpevole sono io, Viaggio in Giappone
- Catherine Deneuve ne La moglie del presidente
- Nicole Kidman in Amori & incantesimi
- Michelle Pfeiffer in Personal Effects
- Uma Thurman in Un uomo in prestito
- Karen Lynn Gorney in La febbre del sabato sera
- Patricia Arquette in Una vita al massimo
- Jenny McCarthy in Scary Movie 3 - Una risata vi seppellirà
- Maria Doyle Kennedy in Ritorno a Tara Road
- Carla Gugino in Elektra Luxx - Lezioni di sesso
- Elisabeth Shue in Via da Las Vegas
- Rachel Weisz in Io ballo da sola
- Idina Menzel in Chiedi alla polvere
- Clare Carey in Mamma, ho allagato la casa
- Caroline Goodall in Pretty Princess
- Sheryl Lee in Le paludi della morte
- Julianne Moore in Nine Months - Imprevisti d'amore
- Meg Ryan in Il coraggio della verità
- Laurie Holden in Silent Hill
- Robin Mullins in Nell
- Wendy Makkena in Sister Act 2 - Più svitata che mai
- Julia Duffy in Prima ti sposo poi ti rovino
- Kate Blumberg in La grande scommessa
- Suzy Amis in Titanic
- Ellen Barkin in Mr Cobbler e la bottega magica
- Claire Farwell in Vacanze di Natale '95
- Lena Endre in The Master
- Traylor Howard in Io, me & Irene
- Cassidy Freeman in La notte del giudizio per sempre
- Eiko Ezaki in Lupin III - La strategia psicocinetica
- Meisa Kuroki in Lupin III - Il film
- Anne Brochet in Vento di primavera
- Jane Sibbett in Matrimonio a 4 mani
- Teuila Blakely in Il trattamento reale
- Jessica Harper in Bones and All
- Saija Lentonen in Hatching - La forma del male
- Christine Neubauer in Un fratello a 4 zampe
- Tilda Swinton in Asteroid City
- Isabelle Renauld in Monsieur Ibrahim e i fiori del Corano
- Henrietta Garden in One Life
- Gina Gershon in Borderlands
- Clémentine Célarié in GTMAX
- Sarah Boberg in Maybe Baby 2
- Michelle Fairley in Piccole cose come queste
- Gloria Carrá in Il cuore lo sa

### Soap opera e telenovelas
- Hazel Leal in Leonela, Marta, Cuori nella tempesta
- Colleen Dion in Quando si ama
- Joanna Johnson in Beautiful
- Mareile Bettina Moeller in La strada per la felicità
- Marcy Walker in Santa Barbara
- Ângela Figueiredo in Adamo contro Eva
- Leslie Graves in Capitol

### Serie televisive e film TV
- Leslie Grossman in American Horror Story, Modern Family, Love, Victor, Dexter
- Elizabeth Mitchell in Dr. House - Medical Division, Lost, C'era una volta, Revolution, Nuovo Santa Clause cercasi, Outer Banks
- Cassidy Freeman in NCIS - Unità anticrimine, NCIS: New Orleans, Doubt - L'arte del dubbio
- Tori Spelling in Beverly Hills 90210, So Notorious, 90210
- Sidse Babett Knudsen in Borgen - Il potere, Borgen - Potere e gloria
- Ivana Miličević in Banshee - La città del male, The 100
- Diana Lee Inosanto in The Mandalorian, Ahsoka
- Joely Richardson in The Sandman, The Gentlemen
- Shannen Doherty in Ossessione d'amore
- Elizabeth Rodriguez in Orange Is the New Black
- Anna Gunn in Breaking Bad
- Missi Pyle in Due uomini e mezzo
- Peta Wilson in La vendetta di Diane
- Catherine Tate in Doctor Who
- Yağmur Kaşifoğlu in Happiness
- Renée O'Connor in Alien Apocalypse
- Jennifer Robertson in Ginny & Georgia
- Arden Myrin e Jasmine Guy in K.C. Agente Segreto
- Rena Sofer in Melrose Place
- Janina Hartwig in Un ciclone in convento
- Jeanne Tripplehorn in Criminal Minds
- Annette O'Toole in Smallville
- Brooke Smith e Debbie Allen in Grey's Anatomy
- Ann Hearn in La signora in giallo (ep.12.10)[2]
- Kate Vernon in The 100
- Kim Dickens in Fear the Walking Dead
- Cheryl Hines in Son of Zorn
- Catherine O'Hara in Schitt's Creek
- Paige Turco in NYPD - New York Police Department
- Christina Hendricks in Good Girls, Mad Men
- Tracy Nelson in  Le inchieste di Padre Dowling
- Roisin Conaty in After Life
- Laura Linney in Ozark
- Essie Davis in Miss Fisher - Delitti e misteri
- Chloe Webb in Shameless
- Keesha Sharp in Lethal Weapon
- Şevval Sam in Forbidden Fruit
- Elpidia Carrillo in Magnum P.I.
- Jane Lynch in Only Murders in the Building
- Laura Soltis in Il diavolo in Ohio
- Désirée Nosbusch in Amico mio
- Lia Williams in The Day of the Jackal
- Nathalie Richard in Attacco al potere - Paris Has Fallen

### Film d'animazione
- Fujiko Mine in Lupin III - La pietra della saggezza (secondo e quarto doppiaggio), Lupin III - Il castello di Cagliostro (terzo doppiaggio), Lupin III - La leggenda dell'oro di Babilonia, Lupin III - La cospirazione dei Fuma, Lupin III - Le profezie di Nostradamus, Lupin III - Trappola mortale, Lupin Terzo vs Detective Conan, Lupin III - La lapide di Jigen Daisuke, Lupin the IIIrd - Ishikawa Goemon getto di sangue, Lupin the IIIrd - La bugia di Mine Fujiko, Lupin III - The First, negli OAV Lupin III - Il ritorno del mago, Lupin III - GREEN vs RED e negli special televisivi Lupin III - Bye Bye Liberty: Scoppia la crisi!, Lupin III - Il mistero delle carte di Hemingway, Lupin III - Ruba il dizionario di Napoleone!, Lupin III - Il tesoro degli zar, Lupin III - Viaggio nel pericolo, Lupin III - Spada Zantetsu, infuocati!, Lupin III - All'inseguimento del tesoro di Harimao, Lupin III - Il segreto del Diamante Penombra, Lupin III - Walther P38, Lupin III - Tokyo Crisis: Memories of Blaze, Lupin III - L'amore da capo: Fujiko's Unlucky Days, Lupin III - 1$ Money Wars, Lupin III - Alcatraz Connection, Lupin III - Episodio: 0, Lupin III - Un diamante per sempre, Lupin III - Tutti i tesori del mondo, Lupin III - Le tattiche degli angeli, Lupin III - La lacrima della Dea, Lupin III - L'elusività della nebbia, Lupin III - La lampada di Aladino, Lupin III vs Detective Conan, Lupin III - L'ultimo colpo, Lupin III - Il sigillo di sangue, la sirena dell'eternità, Lupin III - La pagina segreta di Marco Polo, Lupin III - La principessa della brezza: La città nascosta nel cielo, Lupin III - La partita italiana, Lupin III - Addio, amico mio, Lupin III - Prigioniero del passato, Lupin III vs. Occhi di gatto
- Laverna in Barbie Fairytopia, Barbie Fairytopia - Mermaidia e Barbie Fairytopia - La magia dell'arcobaleno
- Motoko Kusanagi in Ghost in the Shell (ridoppiaggio Dynit versione 2.0) e Ghost in the Shell 2 - Innocence
- Giselle in Boog & Elliot 2 e Boog & Elliot 3
- Sylvia in L'era glaciale
- Donna del canile in Lilo & Stitch
- Clara Magnolia in Violet Evergarden: Il film
- Susan Sarandon in Team America: World Police
- Tyra in Dino e la macchina del tempo
- Politea in Winx Club - Il mistero degli abissi
- Regina Polare in Elias e il tesoro in fondo al mare
- Essie in Niko - Una renna per amico
- Madre di Bambi in Bambi 2 - Bambi e il Grande Principe della foresta
- Diesel in Car's Life 2
- Signora Melisha Tweedy in Galline in fuga - L'alba dei nugget
- Signora Otterton in Zootropolis
- Mamma Accompagno in Tom & Jerry: Fast & Furry
- Regista in Barbie e la magia di Pegaso
- Lydia in Barbie e il castello di diamanti
- Spirito del Natale Presente in Barbie e il canto di Natale
- Madame Hèléne in Barbie e le tre moschettiere
- Edith ne Gli eroi del Natale
- Dakota in Arctic - Un'avventura glaciale
- Elsa in Valiant - Piccioni da combattimento

### Serie animate
- Fujiko Mine in Le avventure di Lupin III (ridoppiaggio 1987), Lupin, l'incorreggibile Lupin (entrambi i doppiaggi), Lupin the Third - La donna chiamata Fujiko Mine, Lupin III - L'avventura italiana e Lupin III - Ritorno alle origini
- Balalaika in Black Lagoon
- Yukino Koizumi in Paradise Kiss
- Martha Stewart e Susan Sarandon in I Simpson[3]
- Anne Murray in I Griffin
- Minh Souphanousinphone in King of the Hill
- Regina Marziana n Duck Dodgers
- Amma in Bing
- Sta'abi in Mostri contro alieni
- SamMami in SamSam il cosmoeroe
- Regina Moon Butterfly in Marco e Star contro le forze del male
- Margery in Mike, Lu & Og
- Su in  Kung Fu Panda - Mitiche avventure
- Sig.ra Goggins ne Il postino Pat
- Caster/Medea in Fate/stay night: Unlimited Blade Works
- Clara Magnolia in Violet Evergarden
- Il Sergente in Garouden: The Way of the Lone Wolf
- Marsha Krinkle in Baby Boss - Di nuovo in affari
- Henrietta Van Horne in F Is for Family
- Greta Barrymore in Monster Allergy
- Lumbrela in I Lunnis
- Petunia (st. 8+) in Futurama[4]
- Dottoressa Langdon in Secret Level

### Programmi televisivi
- Annunciatrice in Squid Game: La sfida